# Montanhas do Sacramento (Novo México)
As Montanhas do Sacramento são uma cadeia de montanhas localizadas no centro-sul do estado do Novo México, Estados Unidos. Encontra-se a leste de Alamogordo no Condado de Otero (pequenas porções da cordilheira  encontram-se no Condado de Lincoln e no Condado de Chaves, ambos no Novo México). De norte a sul, as montanhas do Sacramento estendem-se a 137 km e de leste a oeste a cerca de 68 km.